# Хана Хауъл
Хана Хауъл (на английски: Hannah Howell) е американска писателка на произведения в жанра исторически любовен роман и паранормално фентъзи. Писала е под псевдонимите Сара Дъстин и Анна Дженет.

## Биография и творчество
Хана Дъстин Хауъл е родена през 1950 г. в Джорджтаун, Масачузетс, САЩ. Израства в Нова Англия, където фамилията ѝ по майчина линия се заселва около 1630 г. Баща ѝ е от Нова Скотия.
По време на пътуване в Англия среща съпруга си Стивън, авиационен инженер. Имат двама сина – Самюел и Киър. Тя е домакиня и започва да пише романи през 1983 г. когато децата ѝ отрастват. В продължение на пет години творбите ѝ са отхвърляни от издателствата.
Първият ѝ любовен роман „His Bonnie Bride“ от поредицата „Булки от планината“ е публикуван през 1988 г., последван и от романа „A Taste of Fire“. Оттогава се посвещава на писателската си кариера.
След 10 години се обръща към историческите любовни романи, чиито сюжети се развиват в Средновековна Шотландия. Първият ѝ роман „Highland Destiny“ от поредицата „Семейство Мъри“ е издаден пред 1998 г.
Хана Хауъл живее със семейството си в Уест Нюбъри, Масачузетс.

## Произведения

### Самостоятелни романи
- A Taste of Fire (1988) – като Сара Дъстин
- Compromised Hearts (1989)
- Elfking's Lady (1990) – издаден и като „Highland Captive“
- Stolen Ecstasy (1991)
- Conqueror's Kiss (1991)
- Beauty and the Beast (1992) – награда „K.I.S.S.“
Красавицата и звярът, изд. „Калпазанов“, Габрово (1995), прев. Анна Минева
- Silver Flame (1992)
- Wild Conquest (1993)
- Kentucky Bride (1994)
- My Valiant Knight (1995) – награда „K.I.S.S.“
- Only for You (1995)
- Fire (1995) – издаден и като „Highland Fire“, като Анна Джанет
- My Lady Captor (1996) – като Анна Джанет
- Unconquered (1996)
- Wild Roses (1997)
- A Stockingful of Joy (1999)
- Highland Hearts (2002)

### Серия „Булки от планината“ (Highland Brides)
1. His Bonnie Bride (1988) – издаден и като „Amber Flame“
2. Promised Passion (1988) – издаден и като „Highland Wedding“
3. Reckless (1993)

### Серия „Семейство Мъри“ (Murray Family)
1. Highland Destiny (1998)
2. Highland Honor (1999)
3. Highland Promise (1999)
4. Highland Vow (2000)
5. Highland Knight (2001)
6. Highland Bride (2002)
Шотландска съпруга, фен-превод
7. Highland Angel (2003)
8. Highland Barbarian (2006)
9. Highland Savage (2007)
10. Highland Wolf (2008)
11. Highland Sinner (2008)
12. Highland Protector (2010)
13. Highland Avenger (2012)
14. Highland Master (2013)
15. Highland Guard (2015)
16. Highland Chieftain (2016)

### Серия „Макенрой“ (MacEnroys)
1. Highland Groom (2003)
Шотландски младоженец, фен-превод
2. Highland Warrior (2004)
Шотландски войн, фен-превод

### Серия „Камерън“ (Camerons)
1. Highland Conqueror (2005)
Шотландски завоевател, фен-превод
2. Highland Champion (2005)
3. Highland Lover (2006)

### Серия „Уърлок“ (Wherlocke Series)
1. If He's Wicked (2009)
2. If He's Sinful (2009)
3. If He's Wild (2010)
4. If He's Dangerous (June 2011)
5. If He's Tempted (2013)
6. If He's Daring (2014)
7. If He's Noble (2015)

### Сборници
- His Immortal Embrace – „The Yearning“ (2004) – с Линси Сандс, Кейт Хънтингтън и Сара Блейн
- The Eternal Highlander – „Nightriders“ (2005) – с Линси Сандс
- Highland Vampire – „Kiss of the Vampire“ (2006) – с Ейдриън Басо и Деби Ралей
- My Immortal Highlander – „The Hunt“ (2007) – с Линси Сандс
- Eternal Lover – „The Yearning“ (2008) – с Джаки Кеслър, Ришел Мийд и Линси Сандс
- Highland Thirst – „Blood Feud“ (2008) – с Линси Сандс
- Nature of the Beast – „Dark Hero“ (2009) – с Ейдриън Басо и Ева Силвър
- Highland Beast – „The Beast Within“ (2009) – с Виктория Дал и Хедър Гротаус
- Yours for Eternity – „Highland Blood“ (2011) – с Александра Айви и Катлийн О'Райли
- Highland Hunger – „Dark Embrace“ (2012) – с Мишел Синклер и Джаки Айви
- Born to Bite – „Dark Secret“ (2013) – с Диана Козби и Ерика Ридли